# 11149 Tateshina
11149 Tateshina (1997 XZ9) là một tiểu hành tinh vành đai chính được phát hiện ngày 5 tháng 12 năm 1997 bởi T. Kobayashi ở Oizumi.